# San Lorenzo megye (Santa Fe)
San Lorenzo egy megye Argentína középpontjától északkeletre, Santa Fe tartományban. Székhelye San Lorenzo.

## Népesség
A megye népessége a közelmúltban a következőképpen változott:
| Év   | Lakosság |
| ---- | -------- |
| 2001 | 141 240  |
| 2010 | 157 255  |